# Polygala luenensis
Polygala luenensis là một loài thực vật có hoa trong họ Polygalaceae. Loài này được Paiva miêu tả khoa học đầu tiên năm 1968.